# 962 Aslög
962 Aslög là một tiểu hành tinh bay quanh Mặt Trời.